# Субай
Субай (баш. Субай) — деревня в Кушнаренковском районе Республики Башкортостан Российской Федерации. Входит в состав Шариповского сельсовета.

## География
Расположен в пределах Прибельской увалисто-волнистой равнины, в переходной лесостепной зоне, у федеральной автотрассы М-7 «Волга».

### Географическое положение
Расстояние до:
- районного центра (Кушнаренково): 16 км
- центра сельсовета (Шарипово): 7 км
- ближайшей ж/д станции (Уфа): 44 км

## Население
| 2002 | 2009 | 2010 |
| ---- | ---- | ---- |
| 25   | ↘22  | ↗44  |

Население на 1 января 2009 года составляло 22 человек.
Национальный состав
Согласно переписи 2002 года, преобладающая национальность — башкиры (92 %).

## Инфраструктура
Личное подсобное хозяйство.
Основа экономики — сельское хозяйство.

## Транспорт
Деревня доступна автотранспортом. Остановка общественного транспорта «Субай».